# Mittweida
Mittweida è una città di 14 332 abitanti del libero stato della Sassonia, Germania, nel circondario della Sassonia centrale.
Mittweida si fregia del titolo di "Grande città circondariale" (Große Kreisstadt).

## Storia
Il 1º gennaio 1999 alla città di Mittweida venne aggregato il comune di Lauenhain-Tanneberg.